# Gabriel's Oboe
Gabriel's Oboe (Nederlands: Gabriëls hobo) is de titelmuziek in de film The Mission, gecomponeerd door Italiaans filmcomponist Ennio Morricone. Nadat de film The Mission was uitgebracht bleek de compositie erg geliefd te zijn en is dan ook veelvuldig uitgevoerd door orkestgezelschappen en solo-musici, zoals onder andere: Yo-Yo Ma, André Rieu en 2Cellos. Morricone heeft zelf ook diverse keren het stuk gedirigeerd voor verschillende orkestgezelschappen. Engels zangeres Sarah Brightman heeft het lied Nella Fantasia (In mijn fantasie) uitgebracht op de compositie, die voorzien is van een Italiaanse tekst geschreven door componiste Chiara Ferraù. Morricone heeft de Nieuw-Zeelandse sopraan Hayley Westenra aangemoedigd om Gabriel's Oboe te voorzien van een Engelse tekst voor haar vijfde album genaamd Paradiso.

## Soundtrack
De soundtrack is goed ontvangen door filmcritici, deze werd tevens genomineerd voor de Oscar voor beste originele muziek in 1986. Morricone won de Golden Globe Award for Best Original Score 1987 voor Gabriel's Oboe.
Het prominentste gebruik van de compositie in de film is wanneer de protagonist, de missionaris en priester-jezuïet Vader Gabriël, naar een waterval loopt en aldaar op zijn hobo begint te spelen. Hij doet dit met het doel om bevriend te geraken met de inboorlingen, de Guaraní, opdat hij zijn missiewerk kan beginnen. De Guaraní die hem op een afstand hadden gevolgd benaderen hem bij het horen van de muziek, verwonderd door het geluid van het voor hen onbekende instrument. Het stamhoofd is hierdoor echter ontstemd en breekt Gabriëls hobo. Dit is het begin van de relatie tussen Vader Gabriël en de Guaraní.

## Covers
- 1998 - Sarah Brightman - Nella Fantasia
- 2004 - Il Divo - Nella Fantasia
- 2005 - Celtic Woman - Nella Fantasia
- 2006 - Katherine Jenkins - Nella Fantasia
- 2011 - Sungbong Choi - Nella Fantasia - Auditie voor Korea's Got Talent
- 2011 - Hayley Westenra - Whispers in a dream
- 2011 - Jackie Evancho - Nella Fantasia
- 2012 - Bae Dahae - Nella Fantasia
- 2012 - Stanford Olsen en het Tabernacle Choir - Nella Fantasia
- 2013 - Chloë Agnew - Nella Fantasia
- 2014 - Amira Willighagen - Nella Fantasia
- 2021 - Aliki Chrysochou - Nella Fantasia